# Erinnyis dispersa
Erinnyis dispersa är en fjärilsart som beskrevs av Kernbach 1962. Erinnyis dispersa ingår i släktet Erinnyis och familjen svärmare. Inga underarter finns listade i Catalogue of Life.